# Coleford (Gloucestershire)
Coleford é uma paróquia e pequena cidade comercial de Forest of Dean, no condado de Gloucestershire, na Inglaterra. De acordo com o Censo de 2011, tinha 8359 habitantes. Tem uma área de 10,21 km².